# Vàlvula d'Eustaqui
La vàlvula d'Eustaqui (llatí valvula venae cavae inferioris), és un òrgan que es troba a l'aurícula dreta del cor durant el període embrionari, a la desembocadura de la vena cava inferior.

## Funció
La vàlvula d'Eustaqui té una funció prenatal, que consisteix a transportar sang des de l'aurícula dreta cap a l'aurícula esquerra. Després del part la seva funció es va fent menys important fins que ja no es necessita més i es genera L'Espoló d'Eustaqui.